# A Coming of Angels
A Coming of Angels è un film pornografico statunitense del 1977 diretto da Joel Scott.
Pellicola uscita nel periodo della "Golden Age of Porn" degli anni settanta, ispirandosi chiaramente (ma non ufficialmente) al telefilm Charlie's Angels; nel 1985 ha avuto un sequel intitolato A Coming of Angels: The Sequel.
Nel 1978 il film si è aggiudicato 6 Erotica Award, tra cui il premio come "Miglior attore" a Jamie Gillis e quello come "Miglior attrice non protagonista" ad Annette Haven.

## Trama
Un trio di attraenti investigatrici private si infiltra in un'organizzazione criminale che rapisce giovani donne e le vende come schiave del sesso.

## Distribuzione
- Artemis Film (1977) (USA) (cinema)
- Blue Video (USA) (VHS)
- Select-a-Tape (USA) (VHS)
- Arrow Film & Video (USA) (VHS)
- VCA Pictures (1982) (USA) (VHS)
- Caballero Control Corporation (CCC) (USA) (VHS)
- Sheptonhurst (1988) (UK) (VHS) (versione softcore)
- Alpha Blue Archives (USA) (VHS)
- Caballero Control Corporation (CCC) (2001) (USA) (DVD) (come A Comming of Angels)
- Alpha Blue Archives (2015) (USA) (DVD) (A Coming of Angels Triple Feature)

## Riconoscimenti
- 1978: Premio AFAA come Miglior attore (Best Actor) a Jamie Gillis
- 1978: Premio AFAA come Miglior attrice non protagonista (Best Supporting Actress) ad Annette Haven
- 1978: Premio AFAA come Miglior attore non protagonista (Best Supporting Actor) a John Leslie